# Yixiu
Der Stadtbezirk Yixiu (chinesisch 宜秀区, Pinyin Yíxiù Qū) ist ein Stadtbezirk der bezirksfreien Stadt Anqing in der chinesischen Provinz Anhui. Der Stadtbezirk hat eine Fläche von 418,3 Quadratkilometern und zählt 278.000 Einwohner (Stand: Ende 2018). Sein Hauptort ist die Großgemeinde Dalongshan (大龙山镇).

## Administrative Gliederung
Auf Gemeindeebene setzt sich der Stadtbezirk aus zwei Straßenvierteln, drei Großgemeinden und zwei Gemeinden zusammen. 